# Соснова (приток Пизи, притока Буя)
Соснова — река в России, протекает по Чайковскому району Пермского края. Устье реки находится в 89 км от устья реки Пизь по правому берегу. Длина реки составляет 28 км.
Населённые пункты на реке: деревня Малая Соснова, деревня Маракуши и село Сосново Сосновского сельского поселения Чайковского района.

## Данные водного реестра
По данным государственного водного реестра России относится к Камскому бассейновому округу, водохозяйственный участок реки — Кама от Воткинского гидроузла до Нижнекамского гидроузла, без рек Буй (от истока до Кармановского гидроузла), Иж, Ик и Белая, речной подбассейн реки — бассейны притоков Камы до впадения Белой. Речной бассейн реки — Кама.
Код объекта в государственном водном реестре — 10010101412111100016530.